# Франц фон Гіппер
Франц Ріттер фон Гіппер (нім. Franz Ritter von Hipper) — (13 вересня 1863, Вайльгайм — 25 травня 1932, Отмаршен-Гамбург) адмірал Імператорських ВМС (нім. Kaiserliche Marine) Німецької імперії періоду Першої світової війни, командуючи Розвідувальними Силами Флоту відкритого моря, головнокомандувач Флоту відкритого моря (нім. Hochseeflotte).

## Біографія
Франц фон Гіппер народився у баварському містечку Вайльгайм за 60 км від Мюнхену. Через три роки помер його батько, крамар Антон і Франц ріс у прийомній сім'ї. З 5 років навчався в Мюнхені у католицькій школі, з 10 років у гімназії. Після навчання поступив кадетом на навчальний фрегат SMS Niobe, згодом крейсер-фрегат SMS Leipzig. Після навчання у Морській школі Кіля 21 листопада 1884 отримав офіцерський патент, поступивши 19 грудня 1885 на службу в званні унтерлейтенанта. Він виконував різні функції, зокрема був штурманом на яхті кайзера Hohenzollern, де отримав 1902 звання корветтен-капітан.
Отримання звання дозволило Францу фон Гіпперу з 1 жовтня 1902 прийняти командування ІІ ескадри торпедних човнів, після чого настав тривалий період, коли Гіппер ненадовго займав різні командні посади. У проміжку 20 квітня — 22 серпня 1906 командувати малим крейсером SMS Leipzig; адміральську найвищу посаду ВМС на суші — командувача військово-морських станцій Північного моря; 30 вересня 1906 командира великого крейсера SMS Friedrich Carl; 6 березня — 30 вересня 1908 командира великого крейсера «Ґнайзенау». У 1912 отримав звання контрадмірала, а з 1913 командувача Розвідувальними Силами Флоту відкритого моря. З початком Першої світової війни провів декілька успішних операцій лінійних крейсерів проти сил Королівських ВМС Британії. У грудні 1914 було обстріляно британські торговельні порти Скарборо, Гартлпул і Вітбі, що призвело до жертв серед цивільного населення. Ці рейди призвели 24 січня 1915 до битви біля Доггер-Банки з переважаючими силами британського ВМФ, де німецьким кораблям вдалось відійти завдяки маневрам Гіппера. У найбільшій Ютландській морській битві війни 31 травня — 1 червня 1916 Франц Гіппер командував авангардом німецького флоту, який затопив 3 британські лінійні кораблі. Після битви лише дії Гіппера не піддали критиці і його стали вважати найкращим стратегом Кайзерліхе Маріне. У червні 1916 кайзер Вільгельм II нагородив його найвищим пруським орденом Pour le Mérite, баварський король Людвіг III нагородив його орденом Максиміліана Йозефа. Його нобілітували персональним шляхетством, записавши у матрикул Ritter von Hipper (укр. Лицар фон Гіппер).
11 серпня 1918 фон Гіппер замінив на посаді головнокомандуючого Флоту відкритого моря Райнгарда Шеера, котрий зайняв нову найвищу посаду командувача Військово-морського управління. Після того як Шеер своїм таємним наказом спровокував Кільське повстання моряків, фон Гіппер доволі успішно вів перемовини з моряками. Він відмовився 19 листопада вести 74 кораблі Гохзеєфлоту для інтернування у Скапа-Флоу, 30 листопада залишив пост головнокомандуючого і з 13 грудня 1918 на його прохання відправлений з активної служби до диспозиції.
Решту життя він провів у приміській дільниці Гамбургу Отмаршен, де помер після тривалої хвороби. Його похоронили на Олсдорфському цвинтарі Гамбургу. Жалобний кортеж складався з моряків 3-ї торпедної флотилії Рейхсмаріне, прощальні слова виголосили адмірали Еріх Редер і Вільгельм Сушон. Згодом прах фон Гіппера перенесли до рідного міста Вайльгайм.

## Нагороди
- Столітня медаль
- Медаль принца-регента Луїтпольда
- Орден Святого Станіслава 2-го ступеня (Російська імперія)
- Орден Святої Анни 2-го ступеня (Російська імперія)
- Орден Святого Олафа, командорський хрест із зіркою (Норвегія)
- Орден Корони (Пруссія) 2-го класу
- Хрест «За вислугу років» (Пруссія)
- Медаль «За вислугу років» (Саксонія)
- Залізний хрест 2-го і 1-го класу
- Орден Червоного орла
  - 4-го класу з короною
  - 3-го класу з бантом
  - 3-го класу з короною
  - 2-го класу із зіркою, дубовим листям і мечами
- Орден «За заслуги» (Баварія) 2-го класу із зіркою і мечами на військовій стрічці
- Орден Альберта (Саксонія), командорський хрест 1-го класу з мечами
- Орден «За військові заслуги» (Вюртемберг), командорський хрест
- Хрест «За військові заслуги» (Мекленбург-Шверін) 1-го класу
- Військовий Хрест Фрідріха-Августа (Ольденбург) 2-го і 1-го класу
- Орден Білого Сокола, лицарський хрест 1-го класу
- Ганзейський Хрест (Бремен, Гамбург і Любек)
- Pour le Mérite (5 червня 1916)
- Військовий орден Максиміліана Йозефа, командорський хрест (6 червня 1916)

## Вшанування пам'яті

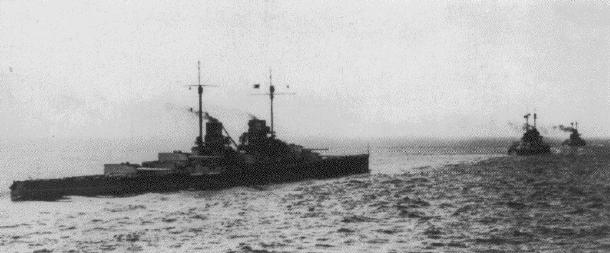
Лінійні крейсери Derfflinger, Moltke, Seydlitz направляються до Доггер-Банки

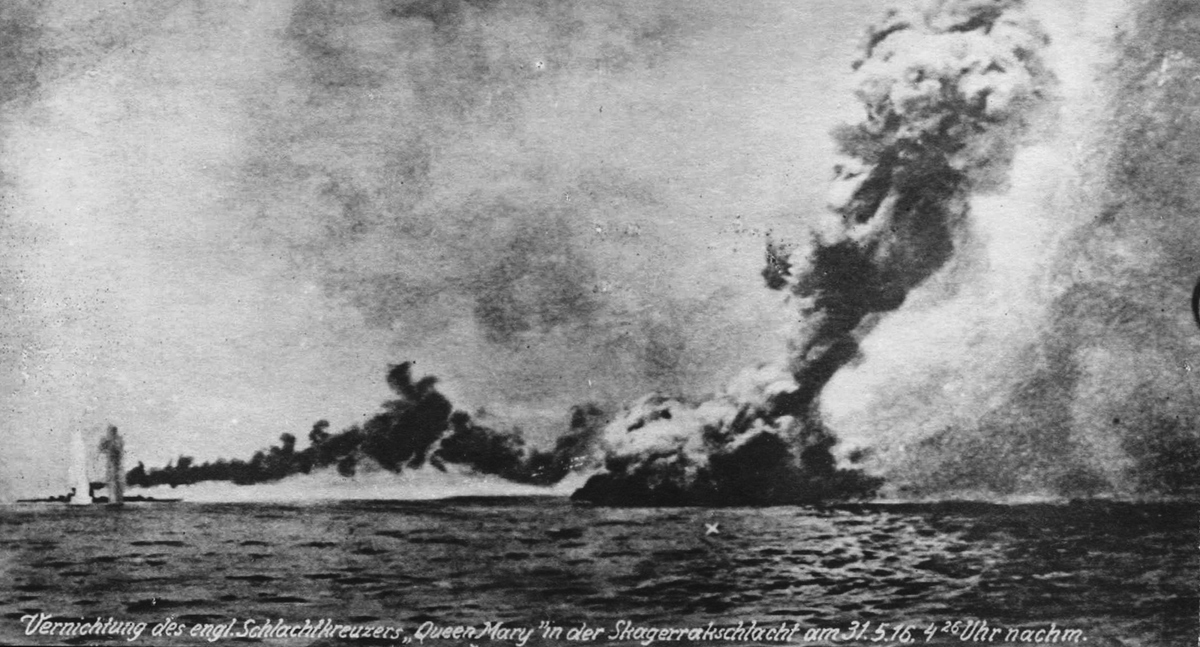
Вибух HMS Queen Mary після обстрілу лінійних крейсерів. Ютландська битва

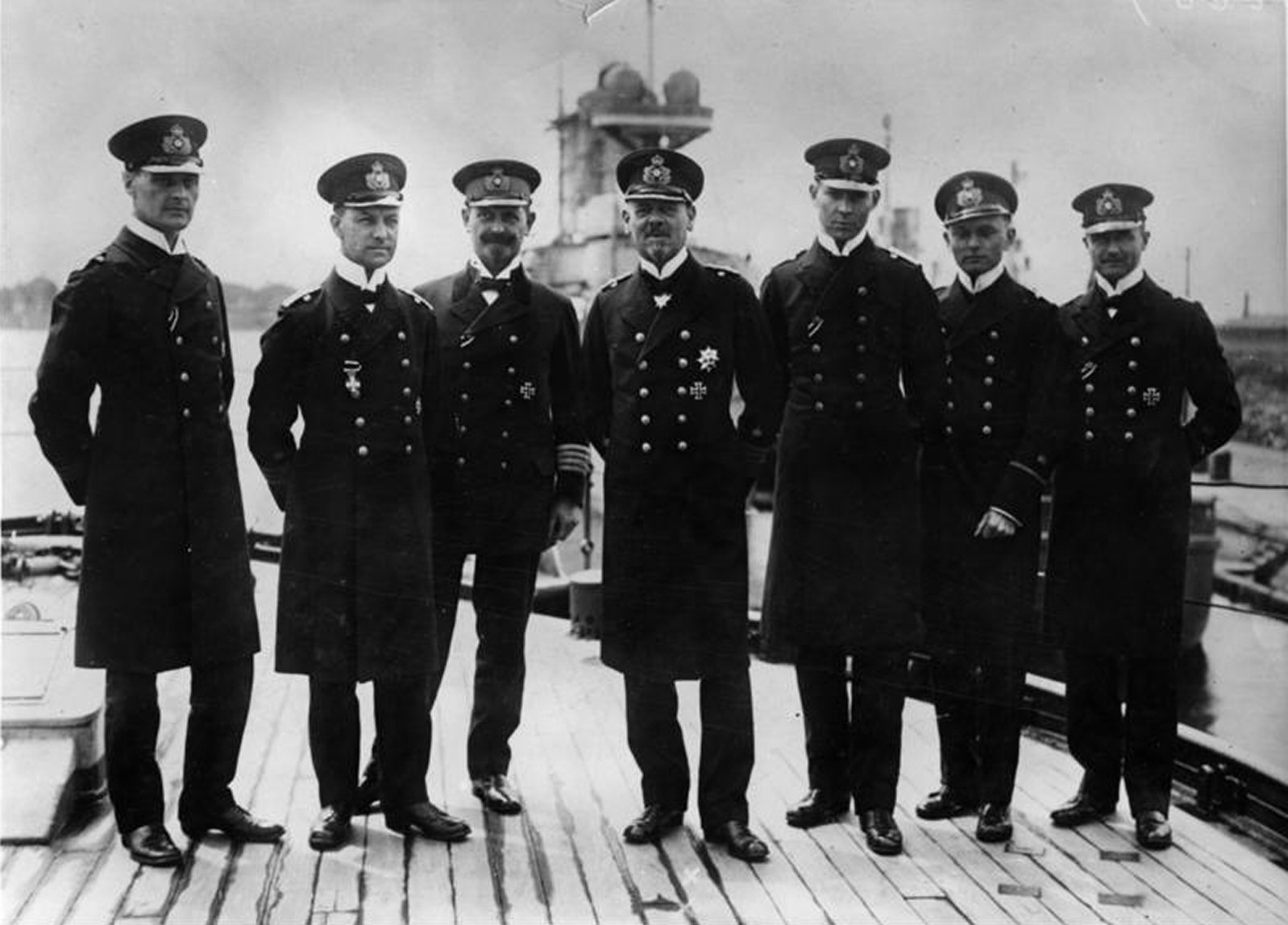
Франц фон Гіппер з своїм штабом

Іменем Франца фон Гіппера було названо важкий крейсер Admiral Hipper Крігсмаріне 1937, навчальний фрегат Hipper (1959—1964).